# Nội hàm
Nội hàm là tập hợp tất cả các thuộc tính chung của các đối tượng được phản ánh trong một khái niệm.
Ví dụ: Nội hàm của khái niệm "người" là tập hợp nhiều thuộc tính như: sinh vật duy nhất có dáng đi thẳng trên hai chân sau, có bộ óc phát triển vượt bậc so với động vật, biết suy nghĩ, có khả năng sáng tạo....
Nội hàm của khái niệm "nước" là các thuộc tính của nước như: được cấu tạo từ 2 nguyên tử hydro và 1 nguyên tử oxi, trong suốt, không màu, không mùi, không vị...
Nội hàm của một từ là : Hàm nghĩa, ý nghĩa nội tại của một từ ngữ, chỉ ra hiện tượng, sự vật được mô tả bằng từ ngữ đó.